# Siderus bouvieri
Siderus bouvieri is een vlinder uit de familie van de Lycaenidae. De wetenschappelijke naam van de soort werd als Thecla bouvieri in 1936 gepubliceerd door Percy Lathy.